# Хлорид магния-калия
Хлорид магния-калия — неорганическое соединение,
двойная соль магния, калия и соляной кислоты с формулой MgKCl3,
бесцветные кристаллы,
растворяется в воде,
образует кристаллогидраты.

## Получение
- В природе встречается минерал карналлит — MgKCl3•6H2O с примесями[1].

## Физические свойства
Хлорид магния-калия образует бесцветные кристаллы.
Растворяется в воде.
Образует кристаллогидрат состава MgKCl3•6H2O, который плавиться в собственной кристаллизационной воде при 265°С — кристаллы
ромбической сингонии,
пространственная группа P nna или P cna,
параметры ячейки a = 1,608 нм, b = 2,225 нм, c = 0,953 нм, Z = 12.

## Применение
- Применяется в химической промышленности для производства калия (важное сырьё) и магния, в сельском хозяйстве как удобрение — калийная соль.